# Bustrofedon

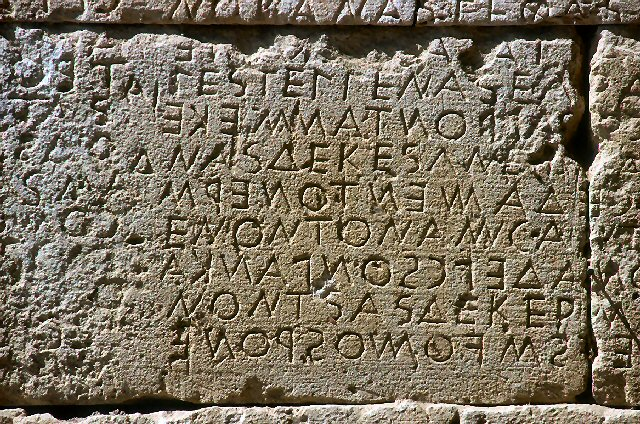
Lleis de Gortina (Creta), escrit en bustrofedon

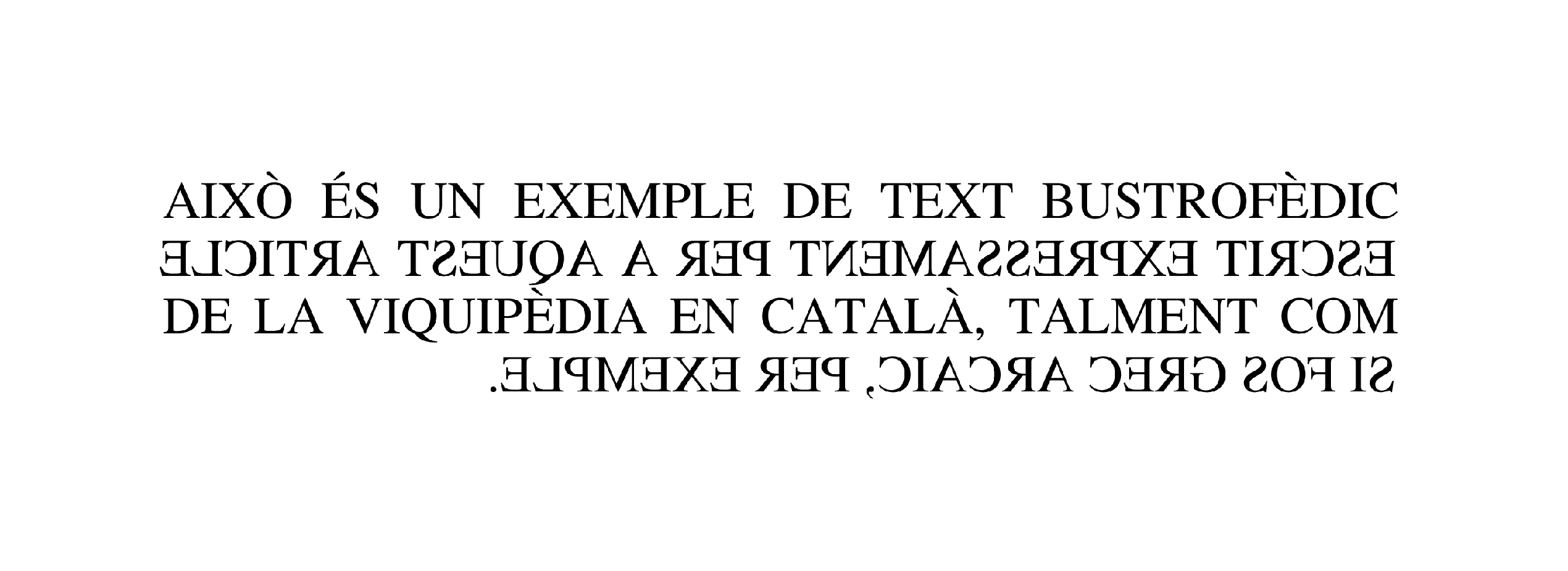
Això és un exemple de text bustrofèdic escrit expressament per a aquest article de la Viquipèdia en català, talment com si fos grec arcaic, per exemple.

Bustrofedon (del grec βουστροφηδόν, boustrophedon, 'volta dels bous') o escriptura bustrofèdica és una modalitat d'escriptura bidireccional en què cada línia comença al mateix costat que ha acabat l'anterior; així, les línies s'alternen de dreta a esquerra i d'esquerra a dreta, en direccions oposades, implicant també la inversió de les lletres.
Moltes llengües antigues usaven aquest sistema («principi bustrofèdic»), entre d'altres la llengua hitita, el grec arcaic i el llatí arcaic.
El mot prové del grec, en què s'usava aquesta manera d'escriure, i descriu el recorregut dels bous en llaurar un camp, que giren i canvien de direcció a cada virada. Els grecs van seguir en un principi la pràctica semítica d'escriure de dreta a esquerra, però des d'una època molt arcaica, possiblement des de les primeres utilitzacions de l'alfabet, al fer inscripcions de diverses línies no les escrivien totes de dreta a esquerra, sinó en sentit bustrofedon, alternativament d'esquerra a dreta i de dreta a esquerra, de manera que no hi havia salts entre una línia i la seva continuació.
Actualment se sosté que l'escriptura d'esquerra a dreta és molt més natural pels dretans, de manera que, una vegada el bustrofedon va posar en vigor també aquesta direcció de l'escriptura, la direcció d'esquerra a dreta es va universalitzar. En l'escriptura bustrofedon les formes de les lletres individuals s'invertien amb la direcció de l'escriptura. Les lletres en llengua grega, de qualsevol línia indicaven, degut a la seva posició, la direcció de la lectura. Quan es va generalitzar l'escriptura d'esquerra a dreta les formes de les lletres gregues eren les inverses a les que havien heretat dels semites.